# لوئیس برمخو
لوئیس برمِـخو (اسپانیایی: Luis Bermejo‎؛ زادهٔ ۱۹۶۹) بازیگر و کارگردان نمایش اهل اسپانیا است. وی از دانش‌آموختگان کلاس‌های بازیگری کریستینا رُتا بود.
از فیلم‌ها یا برنامه‌های تلویزیونی که وی در آن نقش داشته‌است، می‌توان به کیکی، عشق‌بازی، جنبه دیگر همبستر شدن، دختر جادویی، ۷ زندگی، بمب‌هراس و راهنمای عشق چندنفره برای مبتدیان اشاره کرد.